# X... roman impromptu
X... roman impromptu est un roman écrit en collaboration par Georges Auriol, Tristan Bernard, Georges Courteline, Jules Renard et Pierre Veber et publié en 1895.

## Composition
Le processus de collaboration de ce roman s'inscrit directement dans la lignée du roman steeple-chase La Croix de Berny, paru en 1845, et rédigé à huit mains par Delphine de Girardin, Théophile Gautier, Joseph Méry et Jules Sandeau. Un troisième roman écrit en collaboration rencontrera le succès en 1926, et il s'agit du Roman des quatre, par Paul Bourget, Marie de Heredia (alias Gérard d'Houville), Pierre Benoit et Henri Duvernois.
Les cinq auteurs de X... roman impromptu expliquent avoir imaginé « d'écrire en collaboration un roman dit impromptu, sans plan préconçu, sans sujet arrêté. ». Le roman est ainsi principalement unifié par son personnage principal, X.

## Éditions modernes
Georges Auriol, Tristan Bernard, Georges Courteline, Jules Renard et Pierre Veber (préf. Sandrine Fillipetti), X... roman impromptu, Paris, Mercure de France, coll. « Le Temps retrouvé », 2018, 384 p. (ISBN 2715247508)